# زبان یاقوتی

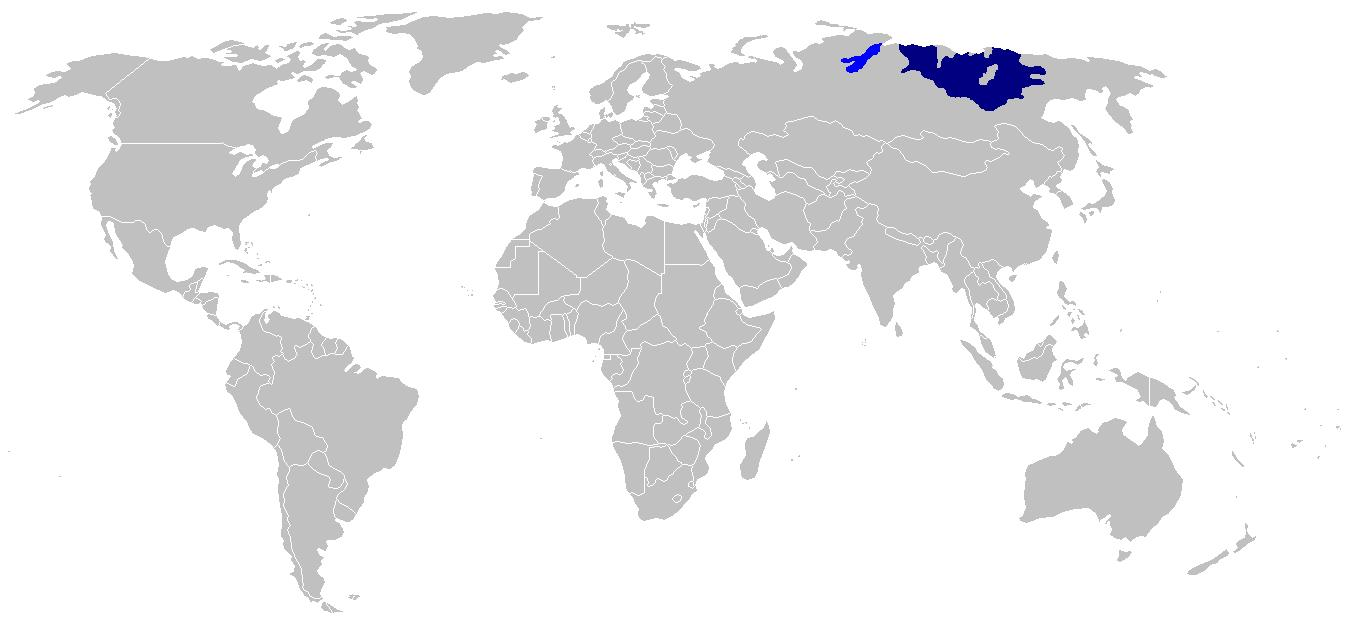
گستره جغرافیایی زبان یاکوتی (سرمه‌ای) و زبان دولگان (آبی)

جمهوری یاکوتیا بزرگترین جمهوری روسیه است که در خاور دور روسیه ، در امتداد اقیانوس منجمد شمالی ، با یک میلیون جمعیت واقع شده است.  سخا نیمی از مساحت منطقه فدرال خاور دور حاکم بر آن را شامل می شود و بزرگترین بخش کشوری جهان است که بیش از 3,083,523 کیلومتر مربع (1,190,555 مایل مربع) را پوشش می دهد.  یاکوتسک ، که سردترین شهر بزرگ جهان است،  پایتخت و بزرگترین شهر آن  یاکوتسک می باشد. 
زبان ساخا یا زبان یاکوتی(به یاکوتی: Саха тыла، تلفظ: ساخا تیلا) زبانی است از خانواده زبانی ترکی که با 964،330 گویشوَر در جمهوری یاکوتستان واقع در منطقه سیبری فدراسیون روسیه رواج دارد.

## وام‌واژه‌ها در زبان یاقوتی
بیش از ۲۵۰۰ واژه مغولی و تعداد کمی واژه مشترک با فارسی در زبان یاکوتی یافت می‌شوند. برخی از واژه‌های  مشترک با زبان فارسی در سیبری یافت می‌شود برای نمونه واژه‌های فارسی خدا و چای در زبان های ترکی جنوب سیبری مانند زبان یاقوتی یافت می‌شود.

## رده‌بندی
یاکوتی یکی از زبان‌های شاخه شمالی خانواده زبان‌های ترک‌تبار است. در این خانواده زبانهای شور، تووان و دولگان هم قرار دارند.

### صامت‌ها
|               | دولبی | دولبی | دندانی | دندانی | لثوی | لثوی | کامی | کامی | نرم‌کامی | نرم‌کامی | چاکنایی | چاکنایی |
| ------------- | ----- | ----- | ------ | ------ | ---- | ---- | ---- | ---- | ------- | ------- | ------- | ------- |
| انفجاری       | p     | b     | t      | d      |      |      | c    | ɟ    | k       | g       |         |         |
| خیشومی        | m     | m     | n      | n      |      |      | ɲ    | ɲ    | ŋ       | ŋ       |         |         |
| سایشی         |       |       |        |        | s    |      |      |      | x       | ɣ       | h       |         |
| کوبشی         |       |       |        |        | ɾ    | ɾ    |      |      |         |         |         |         |
| میانه‌ها       |       |       |        |        |      |      | j، j̃ | j، j̃ |         |         |         |         |
| میانه‌ای کناری |       |       |        |        | l    | l    |      |      |         |         |         |         |

### مصوت‌ها
|      |          | کوتاه | کوتاه | دراز | دراز | دوگانه |
| ---- | -------- | ----- | ----- | ---- | ---- | ------ |
| بسته | باز      | بسته  | باز   |      |      | دوگانه |
| جلو  | لب‌گسترده | i     | e     | i:   | e:   | ie     |
| جلو  | لب‌گِرد    | y     | ø     | y:   | ø:   | yø     |
| عقب  | لب‌گسترده | ɯ     | a     | ɯ:   | a:   | ɯa     |
| عقب  | لب‌گرد    | u     | o     | u:   | o:   | uo     |